# 交叉咬合
交叉咬合（こうさこうごう、英：cross bite）とは、不正咬合の一形態。上下歯列の水平方向での不正咬合。臼歯部における横方向の咬合関係の異常（臼歯部交叉咬合）と前歯部における前後方向の咬合関係の異常（前歯部交叉咬合）がある。通常、上顎の臼歯が下顎の臼歯に対して舌側に位置している臼歯部交叉咬合を指して言う。
歯科矯正治療の最も困難な咬合形態の一つであり、咬合の歪みから将来的に顎関節症を誘発し、頭痛・肩こり・腰痛などを併発することが多い。

## 分類

### 臼歯部交叉咬合
臼歯部における横方向の咬合関係の異常は、上歯列弓の相対的な狭窄が原因で起こる舌側交叉咬合(lingual crossbite)と、下顎に比べ相対的に大きい上顎のために生じた頬側交叉咬合(buccal crossbite)に分けられる。舌側交叉咬合の方が、頬側交叉咬合よりも多い。
また、舌側交叉咬合は片側性交叉咬合と両側性交叉咬合に分類することがあるが、はっきりとした片側性交叉咬合は通常、上歯列の両側性の狭窄と下顎の交叉咬合側への変位を示す。

### 前歯部交叉咬合
切歯の水平的被蓋関係（オーバージェット）は下顎切歯が上顎切歯より前方にある状態。逆オーバージェット（reverse overjet）、または前歯部反対咬合とよばれることがある。
上下顎骨の位置関係はほぼ標準で上顎前歯の舌側傾斜や下顎前歯の唇側傾斜に由来する歯性交叉咬合、上下顎骨の発育の不調和に由来する骨格性交叉咬合、等に分類される。

## 原因

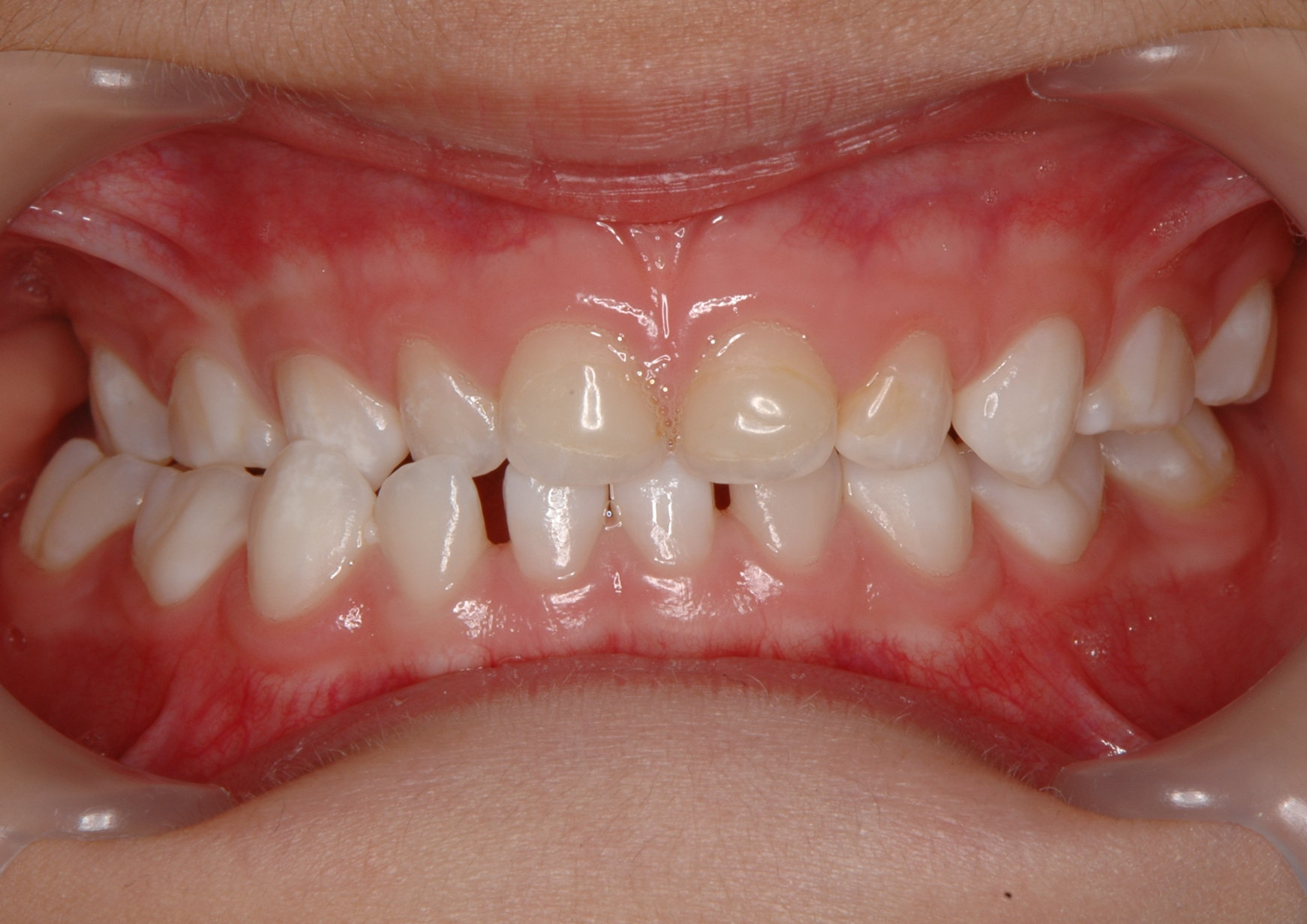
おしゃぶり使用によりPFDS交叉咬合を発症した3歳児

遺伝的要因、環境的要因、胎生期の発育障害、歯の発育障害、不適当な萌出誘導、外傷、口呼吸、舌癖（タングトラスト等）、軟性食物、睡眠態癖、おしゃぶり、指しゃぶりなど。

## 関連症状
審美障害、下顎運動障害（筋肉の不調和または疼痛）、口腔機能障害（咀嚼障害、嚥下障害、発語構音障害など）、顎関節症、不正咬合に関連のある歯周病およびう蝕。

## 治療
交叉咬合は歯列弓のどの部位でも生じ、咬合干渉や咬合性外傷、そして咬合面への無理な負荷などの機能的異常を生じる原因となることが多い。さらに前歯部反対咬合は審美的にも問題となる。もし1歯あるいは2歯の交叉咬合であれば、それはたいてい叢生状態にある歯が転位したか、あるいは異所萌出が原因となって生じたものである。もし一群の歯が交叉咬合を示すようであれば、その原因は骨格性のものであることが多く、限局的な矯正歯科治療ではうまく解決できない問題と考えてよい。こうした場合には、交叉咬合の状態のままで修復あるいは歯周治療をうまく行えないようであれば、外科的処置を伴う包括矯正歯科治療を考えなければならない。